# Bengt Ekehielm
Bengt Baaz, adlad Ekehielm, född 12 december 1612, död 5 september 1650 i Stockholm, var en svensk underståthållare. Han var lärare åt blivande kung Karl X Gustav, och bildade Ekensbergs säteri på en egendom som tidigare varit Husaby-Enhörna kungsgård.

## Biografi
Bengt Baaz var son till biskop Joannes Baazius d.ä. och dennes första hustru, Sigrid Persdotter, vars far Petrus Jonæ Angermannus likaledes beklätt biskopssätet i Växjö. Hans far, Joannes Baazius d.ä., var född 1581 på Ekesås gård i Gårdsby församling i Norrvidinge härad i Småland. Hans bror Johannes Baazius d.y. skulle sedermera bli ärkebiskop. Bengt Baaz blev 1627 student vid universitetet i Rostock, vid Uppsala universitet 1628 och vid universitetet i Dorpat 1631. Sedan han 1633 tagit magistergraden i Dorpat, anställdes han som lärare åt arvfursten Karl Gustav. Samtidigt blev han auskultant i Svea hovrätt 1635. Han följde arvfursten under dennes studier vid Uppsala universitet 1638 och därefter under dennes resor i Sverige och 1638-1640 under hans utländska resa genom Danmark, Tyskland, Holland, Frankrike, Schweiz och England. 1642 lämnade han hovet för en tjänst som sekreterare vid Svea hovrätt. Han kvarstod dock i nära förhållande till Pfalzätten och fungerade som rapportör till Johan Kasimir av Pfalz-Zweibrücken om förehavanden och politiska händelser i Stockholm. Han adlades 1647 med namnet Ekehjelm. Ursprunget till namnet Ekehielm är således från faderns födelsegård, Ekesås gård. Året därpå blev Bengt Ekehielm underståthållare i Stockholm, i vilken befattning han två år senare avled.
Ekensbergs säteri i Överenhörna socken i Södermanland bildades 1649 av Bengt Ekehielm. Egendomen hade i äldre tider hetat Husaby och varit kungsgård. Han fick egendomen genom donation och förändrade namnet till Ekensberg efter sitt eget. Då Bengt Ekehielm avled 1650 ärvdes säteriet av hans dotter, Sigrid Ekehielm, som skrev sig till Ekensberg och Friggestorp.  Ekehielm var gift med Eva Eggertz, vars far Henrik Eggertz var medicine doktor. Hans dotter, Sigrid Ekehielm, var född på Ekensberg i Överenhörna, och hon dog år 1700 på Västervik och begravdes på Kristinehamns dåvarande kyrkogård, nuvarande läroverksgården.

## Gata och torg efter Ekehielm
På Södermalm i Stockholm finns en gata och ett torg uppkallade efter honom, Bengt Ekehjelmsgatan och Ekehjelmstorget. Namnet Ekehjelmstorget tillkom 1981. Namnet Bengt Ekehjelmsgatan omtalas redan år 1642. Bengt Ekehielm omtalas då som tomtägare vid gatan ("Secreterererens M. Bengdt Baas tompt"). Fem år senare kallas samma egendom för "Secretererens wälbördig Bengdt Ekenhielms tompt". Först efter Ekehielms död (1650) har hans namn fästs vid gatan. Sålunda omtalas "Sal. Bengt Ekiehielms gatu" 1664. År 1670 möter namnformerna "Ekehielms gatun" och "Ekehiälms twärgattan".